# Lista de episódios de The Hard Times of RJ Berger
Lista de episódios da série de televisão The Hard Times of RJ Berger

## Episódios

### 1ª Temporada: 2010
| Nº do Episódio | Nº na Série | Título Original | Dirigido por:    | Escrito por:                | Exibição Original    | Audiência |
| -------------- | ----------- | --- | ---------------- | --------------------------- | -------------------- | --------- |
|                |             | |                  |                             |                      |           |
| 1              | 1           | "Pilot" | David Katzenberg | Seth Grahame-Smith          | 6 de Junho de 2010   | 2.6       |
| 1              | 1           | A vida social de RJ é virada de cabeça para baixo quando a maioria do time de basquetebol vai para o banco, depois de uma falta. Então, o técnico do time chama RJ para substituir, mas ficar longe dos outros para não dar uma trapalhada, pois não tem experiência em basquete. Mas, faltando poucos segundos para finalizar o jogo, a bola vai na direção de RJ, que lança a bola, mas por pouco erra. Por acidente, sua calça e sua cueca caem, fazendo com que todos na quadra vejam o pênis dele. O fato é que seu pênis é "enorme", fazendo todos se impressionarem. |                  |                             |                      |           |
|                |             | |                  |                             |                      |           |
| 2              | 2           | "Yes We Can't" | Ryan Shiraki     | Eric Siegel Eric Wasserman  | 14 de Junho de 2010  | 1.172     |
| 2              | 2           | Quando a proposição de RJ ao financiamento do Student Government Association for Computer Club é negado, ele decide com raiva sua alternar sua personalidade para executar contra eles na esperança de se tornar seu novo presidente SGA. Participação especial: Travis Barker |                  |                             |                      |           |
|                |             | |                  |                             |                      |           |
| 3              | 3           | "The Berger Cometh" | Anton Cropper    | Eric Siegel Eric Wasserman  | 21 de Junho de 2010  | 0.834     |
| 3              | 3           | Quando as audições de RJ para o musical da sua escola na esperança de conseguir conhecer melhor Jenny Swanson, ele acaba aterrando um papel de liderança com o interesse romântico, o que provoca alguns problemas inesperados ao longo da produção. |                  |                             |                      |           |
|                |             | |                  |                             |                      |           |
| 4              | 4           | "Here's to You, Mrs. Robbins" | David Rogers     | Mathew Harawitz             | 28 de Junho 2010     | 0.895     |
| 4              | 4           | Quando RJ começa a trabalhar para poupar dinheiro para um presente para a festa de aniversário de 16 anos a de Jenny Swanson, ele logo descobre que seu novo empregador tem um grande apetite sexual, e Miles pesquisa para um novo melhor amigo para substituir RJ, devido ao seu horário de trabalho ocupado. No final do episódio, Miles e RJ são os melhores amigos novamente. |                  |                             |                      |           |
|                |             | |                  |                             |                      |           |
| 5              | 5           | "The Rebound" | Anton Cropper    | Dan Fybel Rich Rinaldi      | 5 de Julho de 2010   | 0.799     |
| 5              | 5           | Quando Jenny rompe com Max, devido a encontrar suas calcinhas em seu cacifo, RJ contempla a tentar ficar com ela, mesmo sabendo que Max foi acusado de trapaça. |                  |                             |                      |           |
|                |             | |                  |                             |                      |           |
| 6              | 6           | "Over The Rainblow" | David Rogers     | Paul Ruehl                  | 12 de Julho de 2010  | 0.885     |
| 6              | 6           | RJ adere ao Clube de pureza para passar mais tempo com Claire, a nova "clunker" da cidade. |                  |                             |                      |           |
|                |             | |                  |                             |                      |           |
| 7              | 7           | "Tell and Kiss" | Ryan Shiraki     | Mathew Harawitz             | 19 de Julho 2010     | 0.935     |
| 7              | 7           | RJ luta para obter intimidade com Claire e acaba espalhando um boato de que Claire deu-lhe um "Tug job". Ele então se esforça para fazer o boato ser fisicamente verdade. |                  |                             |                      |           |
|                |             | |                  |                             |                      |           |
| 8              | 8           | "Nerds Gone Wild" | Jeff Melman      | Dan Fybel Rich Rinaldi      | 26 de Julho de 2010  | 0.993     |
| 8              | 8           | Após os pais de RJ deixarem a cidade no fim de semana, eles decidem deixá-lo com uma babá gostosa. Ao tentar ter tempo a sós com ela, Miles leva algumas pessoas a casa de RJ e decide dar uma festa em casa sozinho. |                  |                             |                      |           |
|                |             | |                  |                             |                      |           |
| 9              | 9           | "It's All About the Hamiltons" | Jeff Melman      | Kevin Chesley Bryan Shukoff | 2 de Agosto de 2010  | 1.040     |
| 9              | 9           | RJ faz amizade com um cara durão na prisão; Lily tenta sair para a torcida com a esperança de ganhar a atenção de RJ. |                  |                             |                      |           |
|                |             | |                  |                             |                      |           |
| 10             | 10          | "Behind Enemy Lines" |                  |                             | 9 de Agosto de 2010  | 0.923     |
| 10             | 10          | RJ tenta fazer as pazes com Jenny vindo acima com um plano para ajudá-la a um teste de biologia às grandes. |                  |                             |                      |           |
|                |             | |                  |                             |                      |           |
| 11             | 11          | "Lily Pad" | David Katzenberg | Paul Ruehl                  | 16 de Agosto de 2010 | 1.143     |
| 11             | 11          | RJ e Miles tentam encontrar datas para o grande baile a chegar, e RJ pensa em se conformar com Lily como a sua acompanhante. |                  |                             |                      |           |
|                |             | |                  |                             |                      |           |
| 12             | 12          | "The Right Thing" | TBA              | TBA                         | 23 de Agosto de 2010 | TBA       |
| 12             | 12          | TBA |                  |                             |                      |           |
|                |             | |                  |                             |                      |           |

### 2ª Temporada
A partir de 24 de março de 2011, The Hard Times of RJ Berger foi renovada pela MTV para uma segunda temporada de 12 episódios .